# South River (Terranova y Labrador)
South River es un pueblo canadiense situado en la provincia de Terranova y Labrador.

## Superficie
South River tiene una superficie de 5,97 km².

## Demografía
En 2021, tenía 674 habitantes, una densidad poblacional de 113 hab./km², y 351 viviendas.